# Shabbat (Talmud)
Shabbat (in ebraico שבת ‎?) è il primo trattato (libro) dell'Ordine (sezione) di Moed, nella Mishnah e nel Talmud. Il trattato comprende 24 capitoli.
Il trattato esamina principalmente le leggi che regolano lo Shabbat (il giorno settimanale di riposo) e le attività proibite ("melachah") in questo giorno (39 proibizioni), distinguendo tra le proibizioni bibliche e quelle rabbiniche. Discute anche degli speciali decreti rabbinici che rinforzano il concetto di riposo nel sabato, e accrescono la sua santità, come il divieto di trattar affari, discutere di materie proibite (capitolo 23) e svolgere attività normalmente svolte durante il resto della settimana.

## Trasferimento tra domini
Una gran parte di questo trattato esamina il melachah (divieto) di trasferire un articolo da un dominio ("eruv": giurisdizione, competenza, luogo) all'altro, nel senso comune di «portare/trasportare» (capitoli 1 e 11). Il trattato distingue tra quattro domini: privato, pubblico, semi-pubblico e area esente. Si sostiene che il trasferimento di un articolo da un dominio privato ad un dominio pubblico sia vietato dalla Bibbia, mentre il trasferimento di un articolo da un dominio semi-pubblico ad uno privato o pubblico sia vietato dai rabbini. Il trasferimento di un articolo da un'area esente a qualsiasi altro dominio è ammissibile; trasportare un articolo per quattro amos (misure) è vietato in un dominio pubblico o semi-pubblico e permesso in un dominio privato o esente; portare oggetti nell'ambito di un dominio privato o tra domini privati può essere ammesso (cfr. Eruv). A questo scopo "trasferimento" significa "rimozione e deposito", cosicché portare un articolo fuori da un dominio e riportarlo nello stesso dominio non costituisce trasferimento. Ciò può invece rientrare nella categoria di "indossare".